# Ляховский район
Ляховский район — административно-территориальная единица в Горьковской и Владимирской областях РСФСР, существовавшая в 1929—1963 годах. Административный центр — село Ляхи.

## История
Район был образован 14 января 1929 года в составе Муромского округа Нижегородской области с центром в селе Ляхи на части территории упраздненного Муромского уезда Владимирской губернии.
С 15 июля 1929 года в составе Нижегородского (Горьковского) края.
С 5 декабря 1936 года в составе Горьковской области.
В 1940 году в состав района входили 30 сельсоветов: Адинский, Больше-Сальский, Больше-Санчурский, Верхозёрский, Воютинский, Высоковский, Григоровский, Дмитриево-Горский, Домнинский, Елинский, Казневский, Кесовский, Кононовский, Кошкинский, Кулаковский, Левендянский, Ляховский, Окшовский, Пановский, Репнинский, Савковский, Селинский, Славцевский, Старинковский, Степаньковский, Толстиковский, Тургеневский, Урвановский, Усадский и Фурсовский сельские советы.
С 14 августа 1944 года Ляховский район вошёл в состав вновь образованной Владимирской области.
В 1954 году объединены сельские советы: Кулаковский, Кесовский и Тургеневский — в Тургеневский с/с, Ляховский и Казневский — в Ляховский с/с, Высоковский, Григоровский, Степаньковский и Фурсовский — в Высоковский с/с, Верхозерский, Стариковский и Кошкинский — в Верхозерский с/с, Урвановский, Усадский, Репинский и Елинский — в Урвановский с/с, Больше-Сальский и Домнинский — в Больше-Сальский с/с, Пановский и Славцевский — в Пановский с/с, Селинский, Савковский и Адинский — в Селинский с/с, Воютинский и Кононовский — в Воютинский с/с, Дмитриево-Горский, Больше-Санчурский и Окшовский — в Дмитриево-Горский с/с, Толстиковский и Левендянский — в Толстиковский с/с.
В 1959 году упразднены сельсоветы: Больше-Сальский с передачей его территории в состав Толстиковского с/с, Верхоозерский с передачей территории в состав Высоковского с/с, Воютинский с передачей его территории в состав Дмитриево-Горского с/с.
1 февраля 1963 года Ляховский район ликвидирован, территория в составе 8 сельсоветов (Высоковский, Дмитриево-Горский, Ляховский, Пановский, Селинский, Толстиковский, Тургеневский и Урвановский) включена в Меленковский сельский район.